# Hubert von Weise (General, 1846)
Hubert Erdmann Joseph Wilhelm von Weise (* 11. Februar 1846 in Stralsund; † 25. März 1907 in Lichtenberg) war ein preußischer Generalleutnant.

## Leben

### Herkunft
Hubert entstammte der I. Linie des Adelsgeschlechts von Weise und war der älteste Sohn des preußischen Hauptmanns aus dessen erster Ehe mit Emma, geborene Lettgau (1817–1846). Er hatte noch zwei ältere Schwestern und einen Stiefbruder.

### Militärkarriere
Weise besuchte das Kadettenkorps und wurde anschließend am 2. Mai 1863 als Sekondeleutnant dem 5. Rheinischen Infanterie-Regiment Nr. 65 der Preußischen Armee in Köln überwiesen. Im Krieg gegen Österreich war er 1866 Adjutant des Füsilier-Bataillons und an der Schlacht bei Königgrätz beteiligt. Ab Anfang Dezember 1866 diente er als Regimentsadjutant und nahm während des Krieges gegen Frankreich 1870/71 an der Belagerung von Verdun teil, wofür er das Eiserne Kreuz II. Klasse erhielt. Ferner macht er die Schlachten bei Amiens, an der Hallue, bei Bapaume und Saint-Quentin mit.
Ende Februar 1871 stieg er zum Premierleutnant auf und wurde nach dem Friedensschluss Ende September als Adjutant der 10. Infanterie-Brigade in Frankfurt (Oder) kommandiert. Unter Entbindung von diesem Kommando erfolgte am 1. Mai 1874 seine Kommandierung auf ein Jahr zur Dienstleistung beim Großen Generalstab. Mit seiner Beförderung zum Hauptmann wurde er am 15. April 1875 in den Großen Generalstab versetzt. Es folgten Verwendungen im Generalstab des VIII. Armee-Korps sowie der Großherzoglich Hessischen (25.) Division, bevor er am 1. April 1881 als Kompaniechef im 2. Badischen Grenadier-Regiment „Kaiser Wilhelm I.“ Nr. 110 in den Truppendienst zurücktrat. Am 19. Oktober 1882 wurde Weise in den Generalstab der Großherzoglich Hessischen (25.) Division rückversetzt, stieg Ende Mai 1883 zum Major auf und kam am 16. Februar 1884 nach Stettin in den Generalstab des II. Armee-Korps. Unter Versetzung zum Großen Generalstab war Weise ab dem 24. September 1884 zunächst für ein Jahr zur Dienstleistung beim Kriegsministerium kommandiert und dann vom 16. September 1885 bis zum 7. Oktober 1887 in der Abteilung für die Armee-Angelegenheiten A im Allgemeinen Kriegs-Departement des Ministeriums tätig. Unter Versetzung in den Generalstab der Armee und Überweisung zum Großen Generalstab kommandierte man ihn anschließend als Militärattaché zur Gesandtschaft nach Bern. Am 14. Mai 1889 wurde Weise aus der Schweiz abberufen und unter Stellung à la suite des Generalstabes der Armee zum Abteilungschef im Militärkabinett ernannt. Bis Mitte Oktober 1891 avancierte er zum Oberst, war vom 17. Mai 1892 bis zum 14. Februar 1896 Kommandeur des Füsilier-Regiments „von Gersdorff“ (Hessisches) Nr. 80. In dieser Stellung erhielt er im Mai 1892 das Kreuz der Ritter des Königlichen Hausordens von Hohenzollern und anlässlich des Ordensfestes im Januar 1895 den Kronen-Orden II. Klasse. Mit der Beförderung zum Generalmajor erfolgte am 15. Februar 1896 seine Ernennung zum Kommandeur der in Neisse stationierten 24. Infanterie-Brigade. In gleicher Eigenschaft war er ab dem 22. März 1897 bei der 12. Infanterie-Brigade in Brandenburg an der Havel und erhielt im Januar 1898 den Roten Adlerorden II. Klasse mit Eichenlaub. In Genehmigung seines Abschiedsgesuches wurde Weise am 19. Januar 1899 unter Verleihung des Charakters als Generalleutnant mit Pension zur Disposition gestellt.

### Familie
Weise hatte sich am 16. Juni 1868 in St. Johann mit Maximiliane Berger (1847–1898) verheiratet. Aus der Ehe gingen die Kinder Maximilian (* 1869), Hubert (1870–1899), Klemens (1872–1920), Paula (1873–1874), Maria Paula (* 1875) und Sophie (* 1877) hervor.